# Frank Plumley

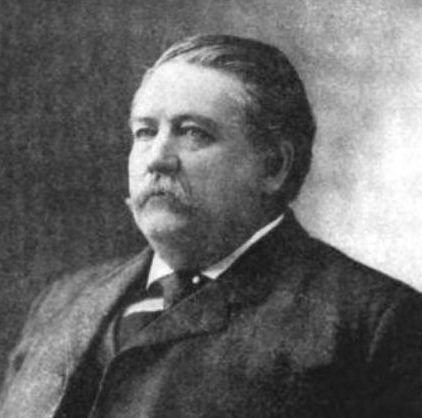
Frank Plumley (1905)

Frank Plumley (* 17. Dezember 1844 in Eden, Vermont; † 30. April 1924 in Northfield, Vermont) war ein US-amerikanischer Jurist und Politiker. Zwischen 1909 und 1915 vertrat er den zweiten Wahlbezirk des Bundesstaats Vermont im US-Repräsentantenhaus.

## Werdegang
Frank Plumley besuchte die öffentlichen Schulen seiner Heimat und die People’s Academy. Danach unterrichtete er in Morrisville selbst als Lehrer. Nach einem Jurastudium in Morrisville und an der University of Michigan in Ann Arbor sowie seiner 1869 erfolgten Zulassung als Rechtsanwalt begann er in Northfield in diesem Beruf zu praktizieren. Zwischen 1876 und 1880 war er Staatsanwalt im Washington County.
Plumley war Mitglied der Republikanischen Partei. Im Jahr 1882 wurde er in das Repräsentantenhaus von Vermont gewählt. 1886 war er Vorsitzender des regionalen Parteitags der Republikaner für Vermont und im Jahr 1888 war Plumley Delegierter zur Republican National Convention in Chicago, auf der Benjamin Harrison als Präsidentschaftskandidat der Partei nominiert wurde. Zwischen 1889 und 1894 war Plumley als Bundesstaatsanwalt für den Gerichtsbezirk Vermont zuständig. 1894 wurde er in den Senat von Vermont gewählt. In den Jahren 1902 und 1904 war er Mitglied eines Zivilgerichts (Court of Claims) in Vermont und von 1904 bis 1908 war er als Chief Justice Vorsitzender Richter des Vermont Supreme Court. Im Jahr 1903 wurde er als Obmann in eine internationale Kommission entsandt, die in Caracas (Venezuela) tagte. Zwei Jahre später war er Obman einer anderen internationalen Kommission, die in Northfield tagte. Im Jahr 1905 wurde Plumley auch Kurator der Norwich University.
Bei den Kongresswahlen des Jahres 1908 wurde Plumley im zweiten Distrikt von Vermont in das US-Repräsentantenhaus in Washington, D.C. gewählt, wo er am 4. März 1909 die Nachfolge von Kittredge Haskins antrat. Nach zwei Wiederwahlen konnte er bis zum 3. März 1915 drei Legislaturperioden im Kongress absolvieren. Im Jahr 1912 war er einer von vier Kongressdelegierten bei der Interparlamentarischen Union in Genf. 1914 verzichtete er auf eine erneute Kandidatur.
Nach dem Ende seiner Zeit im Kongress arbeitete Plumley wieder als Rechtsanwalt. Er starb am 30. April 1924 in Northfield. Frank Plumley war der Vater von Charles Albert Plumley (1875–1964), der zwischen 1934 und 1951 den ersten Wahlbezirk von Vermont im Kongress vertrat.